# Ракетный удар по базе отдыха и жилому дому в Сергеевке
Ракетный удар по базе отдыха и жилому дому в посёлке Сергеевка Белгород-Днестровского района Одесской области был нанесён российской авиацией 1 июля 2022 года. Был убит 21 человек (включая ребёнка) и пострадали 38.
По данным Amnesty International, в атаке применялось неизбирательное оружие по месту, где находились гражданские жители и в котором не было обнаружено военной активности, а потому произошедшее имеет признаки военного преступления. 2 июля в области был объявлен день траура.

## Предыстория
На момент удара бомбардировка украинского города Одессы российскими ракетами происходила почти каждый день. В частности, сразу после салюта Победы в Москве и возложения Путиным цветов у монумента Великой Отечественной войне «город-герой Одесса» российская армия выпустила по Одессе ракеты. В 22:35 ракетный удар разрушил торгово-развлекательный центр в селе Фонтанка Одесского района. Обстрел унёс жизнь одного человека и ранил ещё троих.

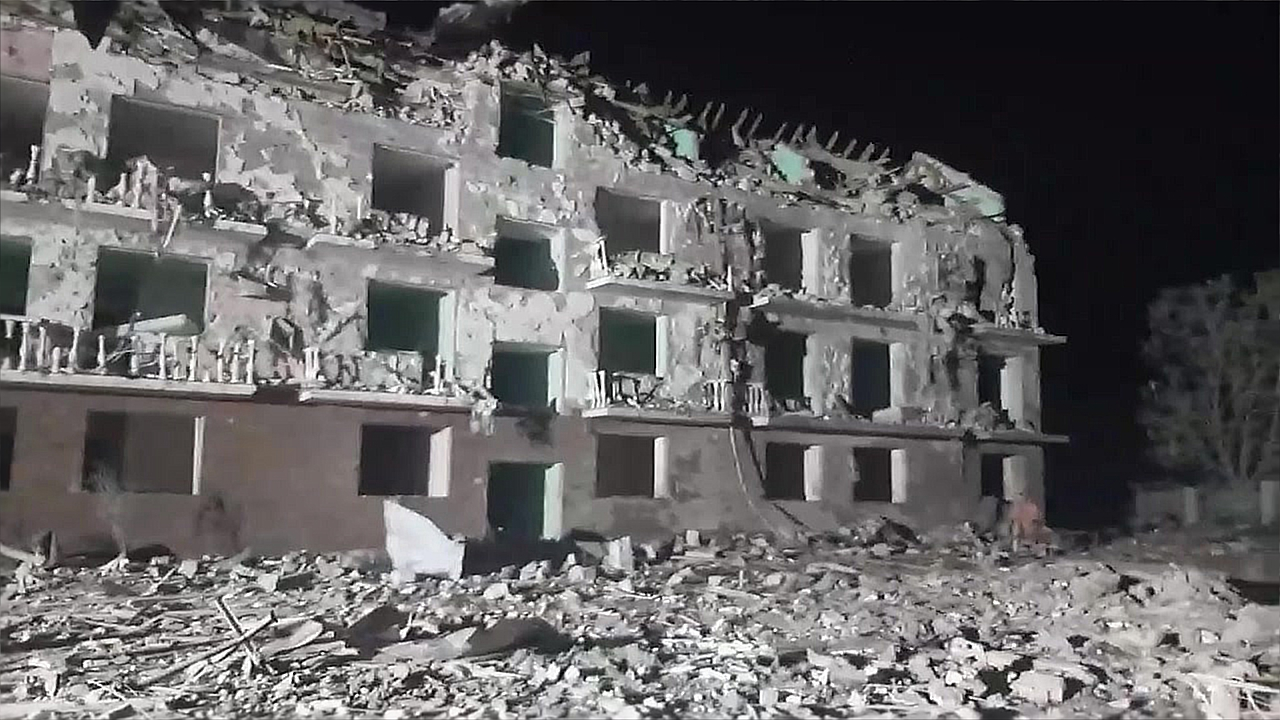
База отдыха после удара

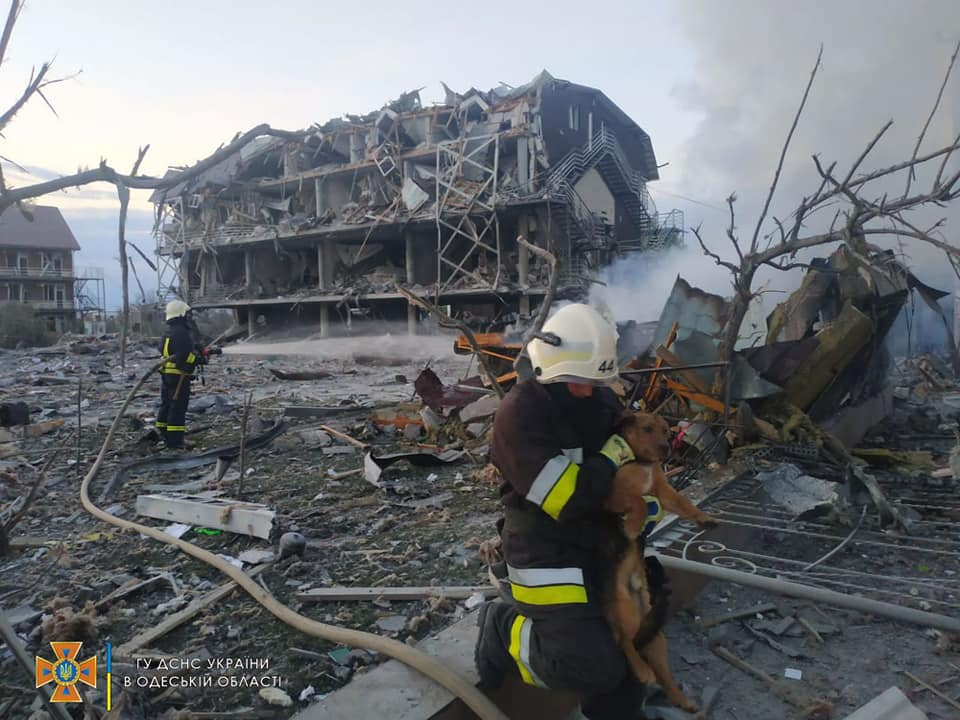
Уничтожение российскими войсками ещё одного украинского дома отдыха в том же районе 9 мая 2022 года

## Ход событий
По информации командования украинских войск, 1 июля 2022 года три самолёта Воздушных сил России Ту-22М3 начали полет из Волгоградской области к Крыму, а спустя 1,2 тыс. км выпустили три ракеты Х-22 (предназначены для поражения авианосцев) по направлению Белгород-Днестровского района на курортный поселок Сергеевка.
Одна ракета попала в 9-этажный жилой дом, полностью разрушив один подъезд. Девятиэтажный жилой дом был построен по чешскому проекту в 1970-х годах. В здании проживали более 150 человек. Российская ракета поразила цокольный этаж и убила всех жильцов подъезда с первого по четвёртый этаж. Среди 106 квартир в доме были разрушены 105. Пожар с жилого дома перекинулся на пристроенный магазин.
Две другие ракеты поразили базу отдыха в Белгород-Днестровском районе. В учреждении, которое находилось в собственности Министерства здравоохранения Молдовы, проходили медицинскую реабилитацию дети с проблемами здоровья.
Во всех домах в радиусе до двух километров от места удара взрывной волной выбило стёкла.

## Жертвы
По данным на вечер 1 июля, во время атаки 1 июля 2022 года в жилом доме были убиты не менее 16 людей, а на базе отдыха — не менее 5 (включая ребёнка). 38 человек было ранено (среди них — шесть детей и беременная женщина). Среди погибших:
- Мария Арнаут
- Мария Аврамовна Ильяшевич
- Ольга Витальевна Ильяшевич
- Дмитрий Рудницкий (род. 22 августа 2010) — ученик 7 класса Белгород-Днестровского академического лицея;
- Надежда Рудницкая — мать Дмитрия Рудницкого;
- Роман Миколайчук — отец троих детей, член исполнительного комитета Коцюбинского поселкового совета;
- Александр Шишков — тренер и президент детского футбольного клуба «Атлетик»;
- Владимир Чолак — учитель физкультуры «Сергеевского лицея», погиб вместе с женой и сыном.

Кроме людей, в квартирах погибли домашние животные.

## Классификация как военное преступление
Донателла Ровера, старший кризисный советник международной правозащитной организации Amnesty International, отметила:

Это мощное оружие было разработано для уничтожения военных кораблей, стрелять из него по жилым районам крайне безрассудно. Эта атака — ещё один пример полного пренебрежения российских военных к гражданскому населению Украины, которое продолжает вызывать ненужные смерти и разрушения. Все, кто несет ответственность за подобные военные преступления, должны ответить за свои действия перед судом.

Специалисты Amnesty International, посетив места нанесения ударов в Сергеевке и изучив спутниковые снимки, не обнаружили признаков военной активности украинской армии в этом районе.

## Реакция
Правительство Германии назвало событие военным преступлением. Официальный представитель правительства ФРГ Штеффен Хебештрайт отметил: 

Это ещё раз жестоким образом показывает нам, что российский агрессор сознательно мирится с гибелью мирных жителей… Нападения на мирных жителей — это военное преступление. Президент России Владимир Путин и виновные должны будут понести ответственность.
Украинская сторона заявила, что район Одесской области, по которому был нанесён удар, не имел никакого отношения к военной инфраструктуре. Глава Службы безопасности Украины Иван Баканов заявил, что атака гражданских объектов стала ответом российских войск на вынужденное отступление с острова Змеиный. По факту ракетного удара открыли уголовное производство о нарушении законов и обычаев войны, связанном с умышленным убийством (часть 2 статьи 438 Уголовного кодекса Украины).
Министр здравоохранения Молдовы Алла Немеренко отдала дань уважения медицинскому персоналу учреждения, поблагодарив пострадавших в результате российской бомбардировки сотрудников за то, что «эти мирные люди делали дни детей Молдовы прекраснее, они с большой любовью и преданностью заботились об их реабилитации», и сказала, что «от всего сердца желаем им полного выздоровления. Семье погибшего коллеги мы выражаем наши глубочайшие соболезнования и скорбь».
Представитель Кремля Дмитрий Песков заявил, что российская армия не целится по гражданским объектам.

## Память
2 июля в области был объявлен день траура.